# جوسر
جوسِر (مصری باستان: Ḏsr) معروف‌ترین فرعون مصر باستان از دودمان سوم است. معروفیت او به خاطر فرمانش به یکی از مقامات آن روزگار به نام ایمهوتپ برای ساختن هرم پلکانی در سقاره بود.
نام او در متن‌های هم‌روزگارش نچری-خت-نبو یا نتری‌خت‌نبو (Netjeri-chet-nebu) است که «بدن خدایان» معنا می‌دهد. منابع پس از او از جمله منبعی در دوران پادشاهی نو که اشاره به بناهای ساخته شده توسط او می‌کنند، به فهمیدن اینکه نچری-خت و جوسر یکی بوده‌اند، کمک کردند. او با نام‌های نبورع، نُب‌حر، جوسریت و دجوسر نیز شناخته می‌شود.
بررسی‌ها با تاریخ‌سنجی کربنی نشان می‌دهند که آغاز فرمانروایی جوسِر میان ۲۶۹۱ تا ۲۶۲۵ پ.م. بوده است.

## دوران فرمانروایی

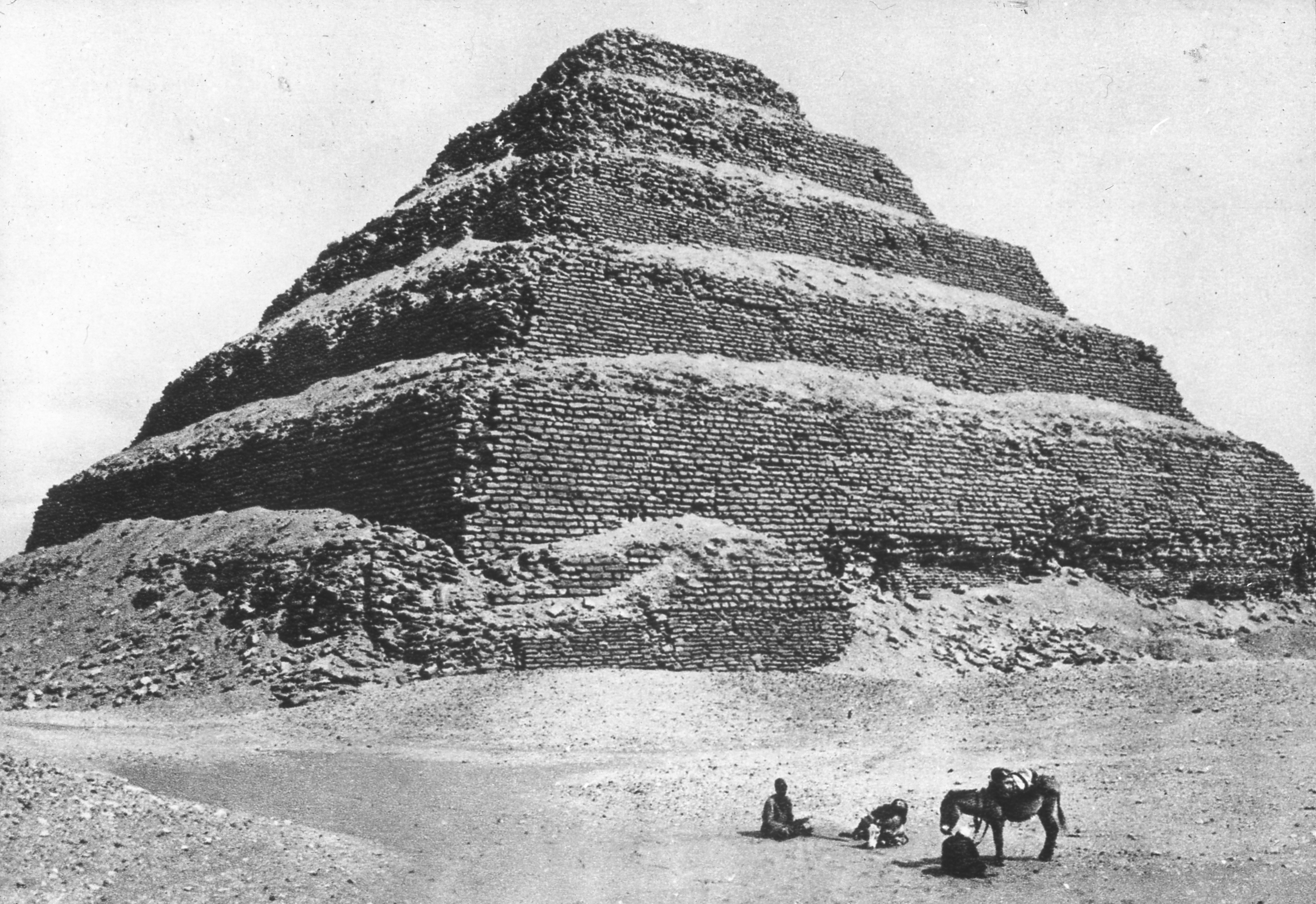
مدفن جوسِر معروف‌ترین فرعون مصر باستان از دودمان سوم

### طول
مانثون طول دوران فرمانروایی جوسِر را ۲۹ سال ذکر می‌کند. در فهرست تورین اما این زمان ۱۹ سال ذکر شده. به دلیل وسعت و تعداد بناهای ساخته شده به دست جوسِر، بعضی مصرشناسان بر این باورند که او شاید نزدیک به سه دهه حکمرانی داشته است. با توجه به نوشته‌های سنگ پالرمو، به نظر می‌آید که عدد ۲۸ سال برای طول دوران او به واقعیت نزدیک‌تر باشد.

### رویدادها
در آغاز پادشاهی، جوسِر در نزدیکی ابیدوس زندگی می‌کرد؛ جایی که در آن برای خود گوری در بیت خلاف ساخت. در هنگام او شهبانو نیماعت‌حپ که در زمان خع‌سخم‌وی «مادر فرزندان پادشاهی» خوانده می‌شد با نام «مادر پادشاه» صدا زده شد. دوران جوسِر نخستین هنگامی است که نام وزیر معروف منه‌کا دیده می‌شود.
جوسِر، که خود به معنای «قدیس» در زبان مصر باستان است، آغازگر انقلاب اصلاحی بزرگی در آیین مصر کهن شد. جوسِر به عنوان «سازنده» پادشاهی کهن می‌دانند و این نه برای بناهایی که در مصر ساخت که اصلاحاتی است که به کمک وزیرش ایمهوتپ انجام داد. در هنگام او فرهنگ و اقتصاد پیشرفت کردند و داد و ستد با شرق رونق یافت.

## آثار
نامدارترین اثر جوسِر هرم پلکانی او بود که برآمده از ساخت چندین مصطبه بر روی هم است. شکل این هرم بعدها باعث پدید آمدن گور-هرم‌های معمول در پایان پادشاهی کهن شد.
با آنکه جوسِر آغازگر ساخت گوری در ابیدوس (مصر علیا) بود که نتوانست آن را به پایان برساند، پس از مرگ او را در همان هرم پلکانی معروفش در سقاره (مصر سفلا) به خاک سپردند. از آنجا که خسه‌خموی - که پادشاهی از دودمان دوم بود - واپسین فرعونی بود که در ابیدوس به خاک سپرده می‌شد، بعضی مصرشناسان بر این باورند که گرایش به پایتخت شمالی‌تر در هنگامه جوزر کامل شد.